# 1846 au Canada
Pour un article plus général, voir Chronologie du Canada.
Cet article traite des événements qui se sont produits durant l'année 1846 au Canada.

## Événements

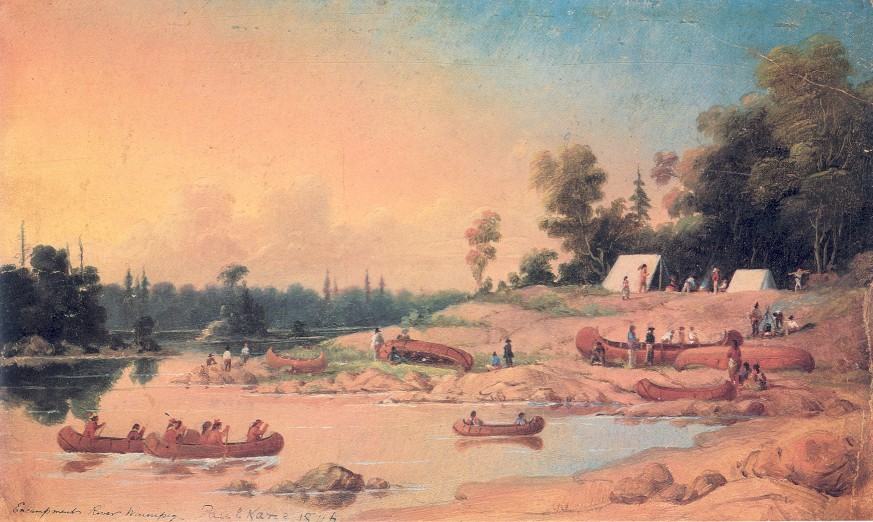
Campement sur la Rivière Winnipeg peint par Paul Kane

- 15 juin : traité de l'Oregon fixant la frontière des États-Unis et du Canada au 49e parallèle dans les montagnes rocheuses. L'Île de Vancouver reste une possession britannique.
- Hamilton dans le Haut-Canada passe de statut de village à celui de ville.

### Exploration de l'Arctique
- Expédition Franklin : Les navires partent de l'Île Beechey et se dirige dans le Détroit de Victoria près de l'Île du Roi-Guillaume avant d'être repris dans la glace.
- John Rae explore et hiverne au Golfe de Boothia. Il utilise l'Iglou comme habitation.

## Naissances
- 7 janvier : Jean-Baptiste Proulx  (missionnaire) († 1er mars 1904)
- 15 janvier : Auguste Charles Philippe Robert Landry (homme politique) († 20 décembre 1919)
- 20 juillet : Charles-Eusèbe Dionne (ornithologue et homme politique) († 25 janvier 1924)
- 23 août : Alphonse Bertrand (homme politique) († 8 avril 1926)
- 8 décembre : Antoine Audet (agriculteur et homme politique) († 14 juin 1915)

## Décès
- 1er janvier : John Torrington, premier marin anglais à périr lors de l'expédition Franklin.